# Малоритская икона Божией Матери
Богоматерь «Умиление» — икона неизвестного художника из Малориты, написанная на рубеже XIV и XV веков и принадлежащая к византийскому стилю. Один из самых ранних видов икон белорусского происхождения.

## История
На иконе отчетливо прослеживается связь с традициями византийского и древнерусского иконописного искусства, что свидетельствует о сохранении древнерусской традиции на этих территориях, несмотря на усиление тенденций полонизации и латинизации. По стилю создание иконы «Богородица Умиление» можно отнести к рубежу XIV—XV веков. Точных сведений о том, кем и когда была написана икона, и как она попала в церковь в Малорите нет. Считается, что в конце XIX века эта икона находилась в Олтушской Спасо-Преображенской церкви слева от царских врат. В летописи этой церкви упоминается древняя местная икона Божией Матери, которая в конце XIX века почиталась местными жителями как чудотворная. Икона, скорее всего, пропала во время эвакуации 1915—1918 годов. Не исключено, что тот же иконописец, создавший икону Малоритская, работал и в одном из монастырей Волынской или Брестской области.

## Описание
Художник придал изображениям на иконе убедительную жизненность. Младенец с нежным теплом касается ручкой материнской щеки, чей проницательный взгляд несет в себе широкий спектр чувств: безграничность материнской любви, волнение и печаль. В цветовой структуре иконы преобладают желтый, охристый, коричневый и красный цвета, которые впоследствии станут ведущими в белорусской иконописи. Охристый свет иконы и приглушенный красный морфий подчеркивают лирический настрой всего произведения.